# Bobrowskij (obwód swierdłowski)
Bobrowskij (ros. Бобровский) – osiedle w Rosji, w obwodzie swierdłowskim, w rejonie sysierckim. W 2010 liczyło 5247 mieszkańców.